# Herbert Jacob (Germanist)
Herbert Theodor Gustav Jacob (* 26. Dezember 1924 in Blumberg, Brandenburg) ist ein deutscher Literaturwissenschaftler.

## Leben und Wirken
Herbert Jacob ist Sohn eines Beamten. Er besuchte von 1935 bis 1944 das Berlinische Gymnasium zum Grauen Kloster. Anschließend studierte er von 1944 bis 1948 Germanische und Nordische Philologie sowie Indogermanistik in Berlin. Dort wurde er 1949 bei Werner Simon mit der Dissertation Lohensteins Romanprosa. Der Stil eines Barockschriftstellers promoviert. Zu seinen Forschungsschwerpunkten gehören die deutsche Literatur des 19. Jahrhunderts und Wissenschaftsdokumentation.
1949 beauftragte ihn der Herausgeber  Carl Diesch mit der Mitarbeit am Grundriss zur Geschichte der deutschen Dichtung, zu dem viele Vorarbeiten 1945 verbrannt waren.
1956 übernahm Herbert Jacob die Gesamtleitung des Projektes an der Akademie der Wissenschaften in Ost-Berlin und führte es bis 1998 zu Ende. Seit 1995 bis 2015 leitete er eine dreizehnbändige Fortsetzung.

## Auszeichnungen
- 1989: Verdienstmedaille der DDR
- 1998: Antiquaria-Preis

## Publikationen
Herausgeber
- Grundriss zur Geschichte der deutschen Dichtung, Bände 4/5, 14–18, 1957–2018
- Literatur in der DDR. Bibliographische Annalen 1945–1962. 3 Bände. 1986
  - danach Initiator der Literatur in der SBZ/DDR. Bibliographische Annalen 1945–1990, 8 Bände, 2021, eine vollständige Bibliographie der DDR-Belketristik (nicht mehr als Herausgeber genannt)
- Deutsches Schriftsteller-Lexikon 1830–1880. Goedekes Grundriss zur Geschichte der deutschen Dichtung. Fortsetzung. 13 Bände. 1995–2016, mit Marianne Jacob

Außerdem veröffentlichte Herbert Jacob weitere Monographien und Aufsätze zur deutschen Literaturgeschichte.